# Asyneuma thomsonii
Asyneuma thomsonii är en klockväxtart som först beskrevs av Charles Baron Clarke, och fick sitt nu gällande namn av Joseph Friedrich Nicolaus Bornmüller. Asyneuma thomsonii ingår i släktet Asyneuma och familjen klockväxter. Inga underarter finns listade i Catalogue of Life.